# Данилевский, Виктор Николаевич
Ви́ктор Никола́евич Данилевский (род. 18 июля 1951, Чернигов) — советский футболист, защитник.
В 1971—1973 годах играл за «Химик» Чернигов в КФК. С 1974 года выступал во второй лиге за «Фрунзенец» Сумы. В 1976 году перешёл в днепропетровский «Днепр» и за два года провёл в высшей лиге 26 матчей. Полуфиналист Кубка СССР 1976. В 1978—1984 годах играл во второй лиге в составе «Десны» Чернигов.
Сын Вадим играл в низших лигах Украины в 1990-х годах.